# Aston Butterworth

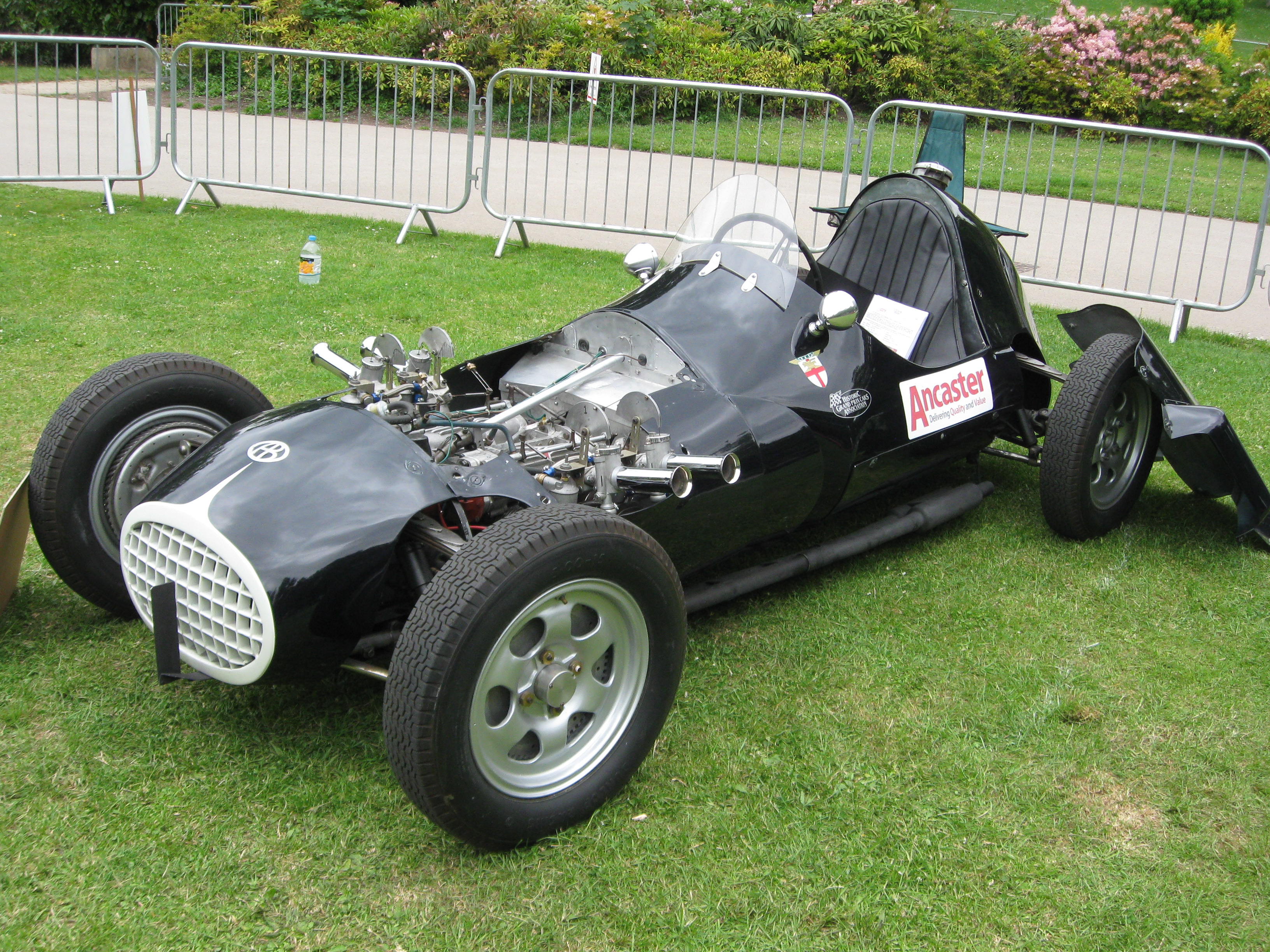
Aston Butterworth NB42 en exhibición.

Aston Butterworth fue un constructor de monoplazas de Fórmula 2, fundando por Bill Aston y Archie Butterworth. Debido a un cambio de reglamento del Campeonato Mundial de Fórmula 1 en 1952, pudo participar en varias carreras de ese campeonato con sus monoplazas.

## Historia
Bill Aston era un piloto aficionado que comenzó su carrera corriendo en motocicletas, a finales de los años 1940 comenzó a participar en la nueva F3 con Cooper-JAP. Hacia 1950, Aston rejuvenecido (había nacido en 1900) subió a la clase «voiturette» (F2) con un 1100cc de Cooper, demostrando ser igualmente competitivo al ganar la Copa Lavant y Copa Madgwick, ambos acontecimientos en Goodwood. Esto tenía un gran mérito para un hombre nacido a la vuelta del siglo, que había servido en la Primera Guerra Mundial y solo había comenzado a correr seriamente -pero todavía como aficionado- después de la Segunda Guerra Mundial.
En 1952 decide construir su propio monoplaza. El NB4, con los bastidores inspirados en el Cooper e impulsado por un motor de cuatro cilindros y refrigerado por aire, diseño de Archie Butterworth. Se construyeron solo dos monoplazas, el del propio Aston y otro encargado por el americano Robin Montgomerie-Charrington. En realidad Charrington asumió el primer monoplaza (NB41) mientras que Aston condujo el nuevo NB42 antes de que el americano decidiera volver a su país de origen, dando NB41 a Aston otra vez. El Aston utilizaba un chasis parecido al Cooper T20 con la caja de cambios MG situada detrás del eje trasero como luego la tendrían los monoplazas Cooper. Cercano a la copia o no, el coche mostró varias desviaciones respecto a los Cooper. Ante todo, el revolucionario motor «four flat» de Butterworth que permitía una configuración muy baja. En segundo lugar, encajó en la llanta de radios de alambre Borrani tambores de freno Alfin. Con la caja MG-TC de 4 velocidades, y un diferencial ENV, la línea del conductor se mantuvo lo más baja posible, de forma que el piloto casi se sentaba al nivel del suelo.
Debutó pilotado por el propio Aston en la Copa Lavant de abril de 1952, una carrera de «sprint» en Goodwood, obteniendo la 8.ª plaza. No consiguieron clasificarse ni Aston, ni Charrington, en el trofeo Daily Press de Silverstone. Su primera carrera en el mundial la corrió Charrington en Spa. Se clasificó en 15.ª posición de la parrilla, y llegó a estar en la 7.ª plaza cuando en un desafortunado repostaje, alguien se equivocó con la mezcla de carburante y gripó el motor. En el GP de las fronteras en Chimay se obtuvo el mejor resultado, Charrington quedó tercero tras el HWM de Paul Frère y el Connaught de Ken Downing. En el GP de Inglaterra Aston decidió no correr pues en los entrenamientos su monoplaza había dado muchos problemas y su tiempo era un minuto superior al último clasificado el HWM de Lance Macklin. Pero un mes después en el Gran Premio de Alemania, Aston obtuvo su más importante récord, aunque tuvo que abandonar por problemas en la presión del aceite el Aston-Butterworth se convirtió en el primer monoplaza de Gran Premio conducido por su propio constructor en la historia del Campeonato Mundial.
Mientras que Montgomerie-Charrington abandonó la marca para regresar a EE. UU., Bill Aston perseveró con su diseño, modificandoló continuamente. No pudo calificar en el GP italiano en Monza pero participó en seis carreras con el NB41 en 1953, su mejor resultado fue el 7.º en el Crystal Palce Trophy antes de dejar definitivamente la competición de GP. Cambió a las carreras de club con un Jaguar Tipo D y con Aston Martin, ganando a menudo ganando su clase hasta bien entrados sus 60 años. Bill Aston murió en 1974.

## Resultados

### Fórmula 1
(Clave) (negrita indica pole position) (cursiva indica vuelta rápida)

| Año         | Chasis | Motor | Neu. | Pilotos                       | 1   | 2   | 3   | 4   | 5   | 6   | 7   | 8   |
| ----------- | ------ | ----- | ---- | ----------------------------- | --- | --- | --- | --- | --- | --- | --- | --- |
| 1952        | NB42   | F4    | D    |                               | SUI | 500 | BEL | FRA | GBR | GER | NED | ITA |
| 1952        | NB42   | F4    | D    | Robin Montgomerie-Charrington |     |     | Ret |     |     |     |     |     |
| 1952        | NB41   | F4    | D    | Bill Aston                    |     |     |     |     | DNS | Ret |     | DNQ |
| Referencia: |        |       |      |                               |     |     |     |     |     |     |     |     |